# Peripatus broelemanni
Peripatus broelemanni is een ongewerveld dier dat behoort tot de stam van de fluweelwormen (Onychophora). De wetenschappelijke naam van de soort werd voor het eerst geldig gepubliceerd door Bouvier in 1899.